# Гигантски епиорнис
Гигантският епиорнис (Aepyornis maximus или Aepyornis titan), наричан още Слонска птица или Воромпатра (на езика на местното население) е една от най-едрите съществували някога птици. Тежала е над 450 кг, а височината и е около 3 m, което я прави малко по-ниска от Моата, но много по-масивна. Единствената по-едра птица може би е бил Dromornis stirtoni (наречен още Stirton's Thunder Bird или Duck of Doom (виж  Архив на оригинала от 2013-06-12 в Wayback Machine.), заради вероятната и връзка с разред Гъскоподобни (Anseriformes) и диетата и на хищник). Обемът на яйцето е близо 8-12 литра (размери от 34 х 24 до 42 х 30 cm), което го прави най-голямата единична клетка, съществувала някога.
Гигантският епиорнис се е срещал единствено на остров Мадагаскар и се смята се, че е изчезнал в края на 16 или началото на 17 век, за което вина вероятно има и човекът.
По някои сведения е възможно гигантският епиорнис да е доживял до първото десетилетие на 18 век. Растителноядна птица.
Систематичната му принадлежност е дискутиран въпрос в научните среди. Най-популярната теория е, че принадлежи към разреда на Щраусоподобните (Struthioniformes), но много учени продължават да го отделят в самостоятелен разред Епиорнисоподобни (Aepyornithiformes).